# The Unseen Empire
The Unseen Empire è il quinto album in studio del gruppo musicale metal svedese Scar Symmetry, pubblicato nel 2011.

## Tracce
1. The Anomaly – 3:50
2. Illuminoid Dream Sequence – 5:01
3. Extinction Mantra – 5:31
4. Seers of the Eschaton – 5:51
5. Domination Agenda – 4:00
6. Astronomicon – 4:03
7. Rise of the Reptilian Regime – 4:24
8. The Draconian Arrival – 5:25
9. Alpha and Omega – 5:02

## Formazione
- Jonas Kjellgren – chitarra, tastiere
- Per Nilsson – chitarra, tastiere
- Roberth Karlsson – voce "growl"
- Lars Palmqvist – voce "pulita"
- Kenneth Seil – basso
- Henrik Ohlsson – batteria